# Phaea mankinsi
Phaea mankinsi là một loài bọ cánh cứng trong họ Cerambycidae.